# Onopordum acanthium

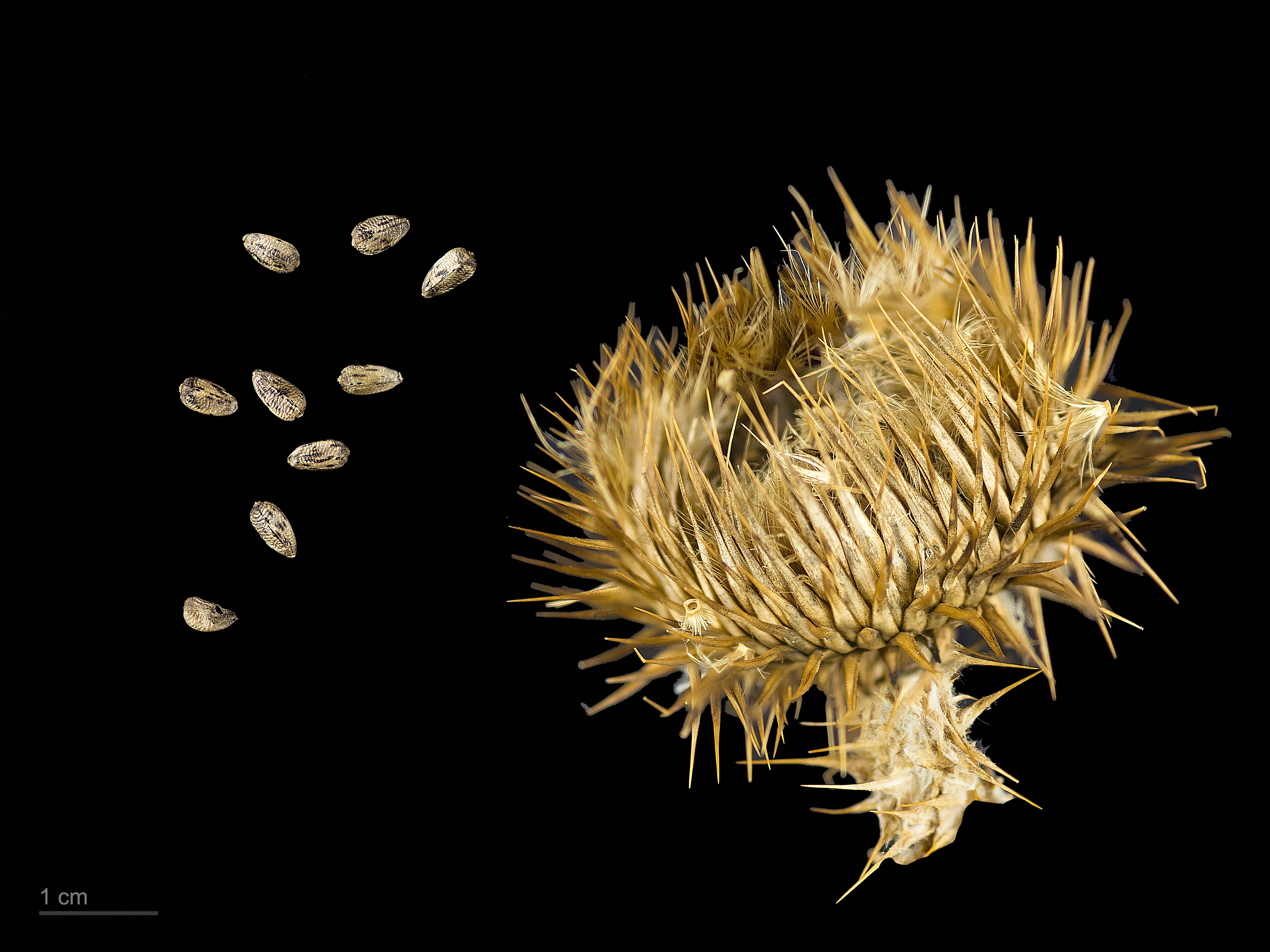
Onopordum acanthium

Onopordum acanthium là một loài thực vật có hoa trong họ Cúc. Loài này được L. mô tả khoa học đầu tiên năm 1753.